# トム・ジャーダ
トム・ジャーダ（Stevens Thompson Tjaarda van Starkenberg、1934年7月23日 - 2017年6月2日）はアメリカ合衆国のカーデザイナー。

## 来歴
トム・ジャーダの父のオランダ人技術者であるジョン・ジャーダ（John Tjaarda　本名 Joop Tjaarda van Starkenberg, 1897年 - 1962年）は、1920年代にアメリカに移り住んだ。1934年にトム・ジャーダが生まれた。高校時代には陸上競技で活躍するとともに、カーデザイナーへの登竜門として知られたゼネラルモーターズ主催の「クラフツマンズ・ギルド」コンテストで優勝、その後ミシガン大学に進学してインダストリアルデザインを学び、卒業制作はステーションワゴンのデザインに取り組み、1958年、卒業と同時に24歳でイタリアのトリノに渡り、カロッツェリア・ギアで働き始めた。最初は『フォルクスワーゲン・カルマンギア』の後部などを担当して、やがて『フィアット・2300』や1961年にトリノ国際博覧会で会場の連絡に使われた『モノレール』等を手がけ、やがて自身の代表作ともいえる『デ・トマソ・パンテーラ』のデザインを手がけた。晩年は自動車関係のイベントに出席して自身の設計した往年の名車を運転するなど、自動車愛好家との交流を深めた。

## ギャラリー

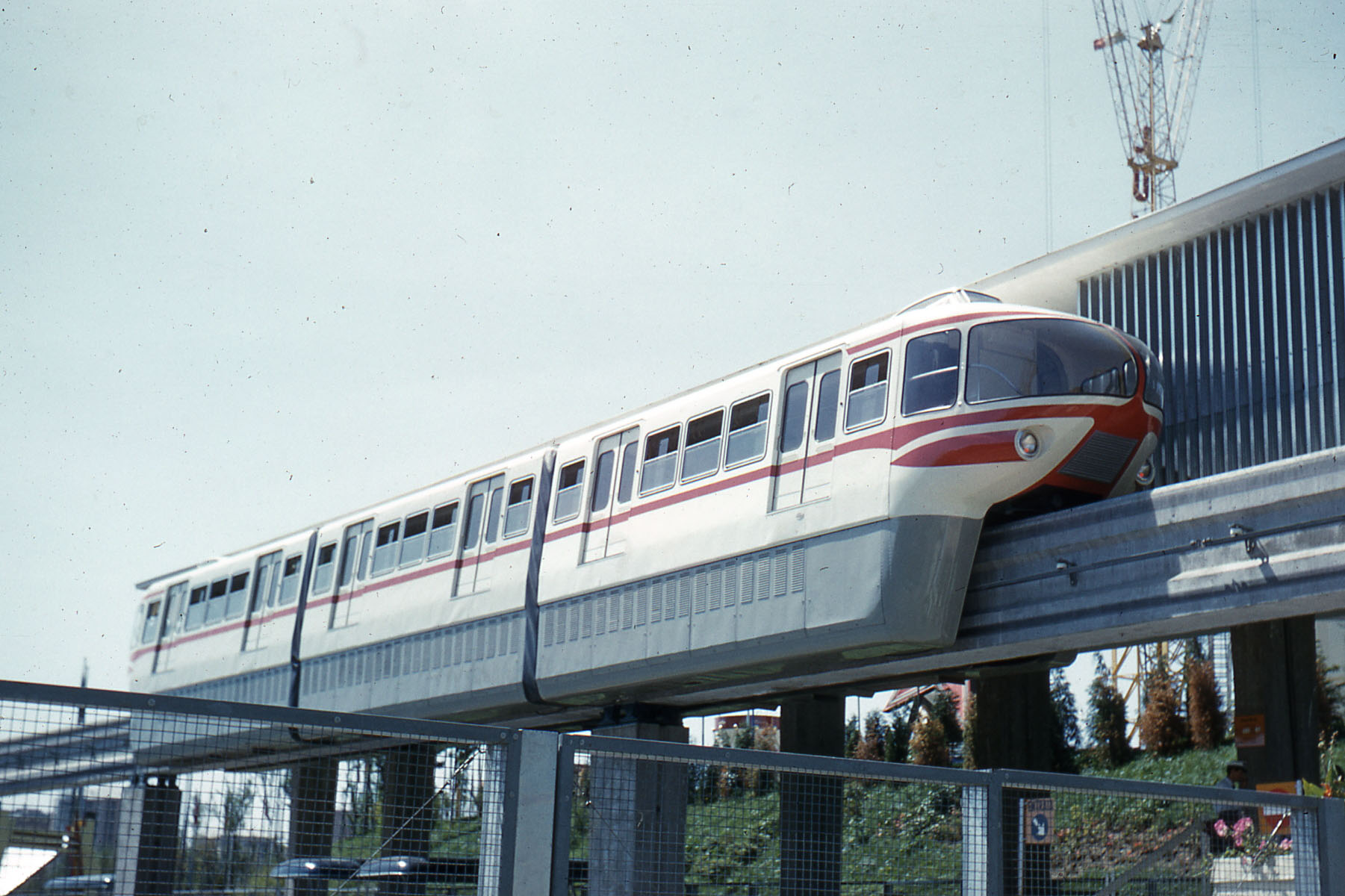
トム・ジャーダがトリノ国際博覧会のためにデザインしたモノレール
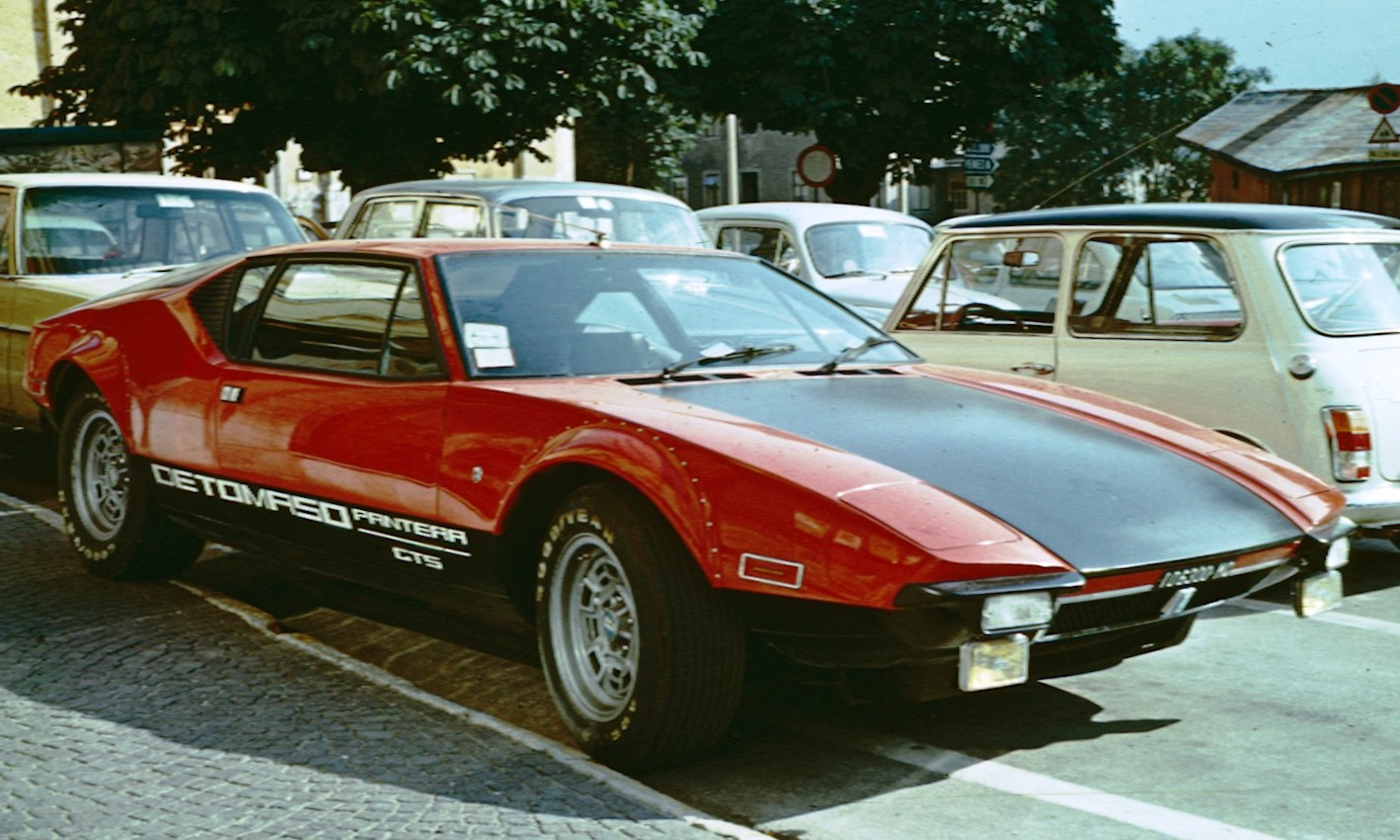
デ・トマソ・パンテーラ
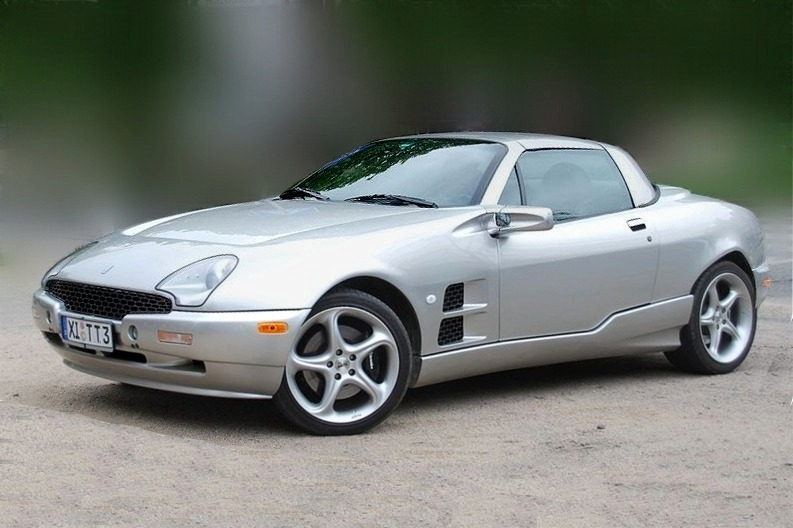
クヴェール・マングスタ（英語版）
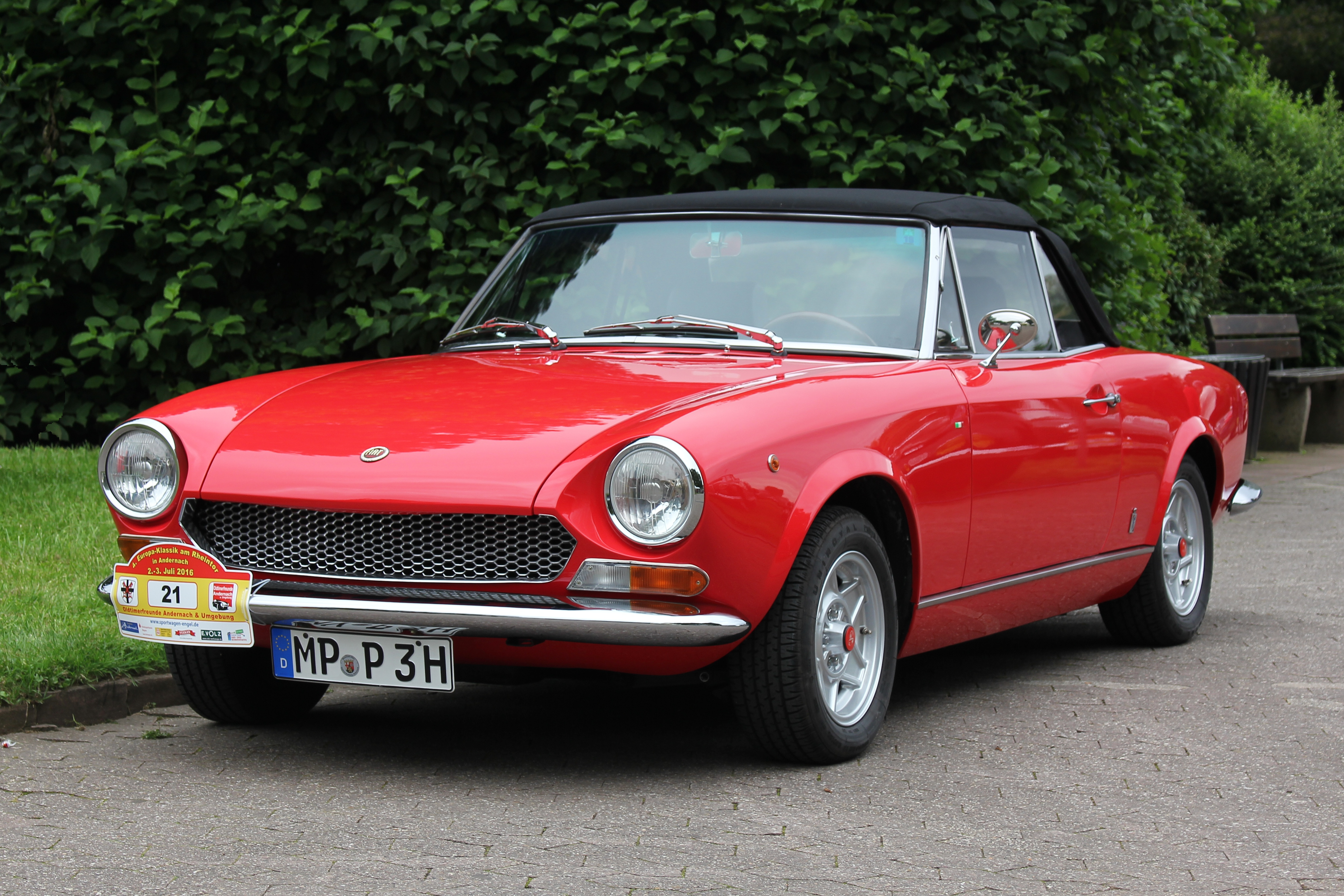
フィアット・124スパイダー